# Parafia Najświętszego Serca Pana Jezusa we Florynce
Parafia pw. Najświętszego Serca Pana Jezusa we Florynce – parafia rzymskokatolicka znajdująca się w diecezji tarnowskiej w dekanacie Grybów.
5 kwietnia 1949 duszpasterstwo Florynki objęli duchowni ze Zgromadzenia Księży Najświętszego Serca Jezusowego, nazywani sercanami. 29 grudnia 1951 została zniesiona parafia unicka i erygowana rzymskokatolicka. Dekretem z dnia 6 maja 1969 r. biskup tarnowski Jerzy Ablewicz ustanowił patronów świątyni tj. Najświętsze Serce Pana Jezusa oraz św. Michała Archanioła, nadając jednocześnie możliwość dwukrotnego zyskania przez wiernych odpustu zupełnego z okazji parafialnego święta.
Na terenie parafii znajdują się dwie świątynie: kościół parafialny pw. Najśw. Serca Pana Jezusa we Florynce (dawna cerkiew św. Michała Archanioła) i kościół filialny pw. NMP Szkaplerznej w Wawrzce (dawna cerkiew Opieki Najświętszej Maryi Panny).

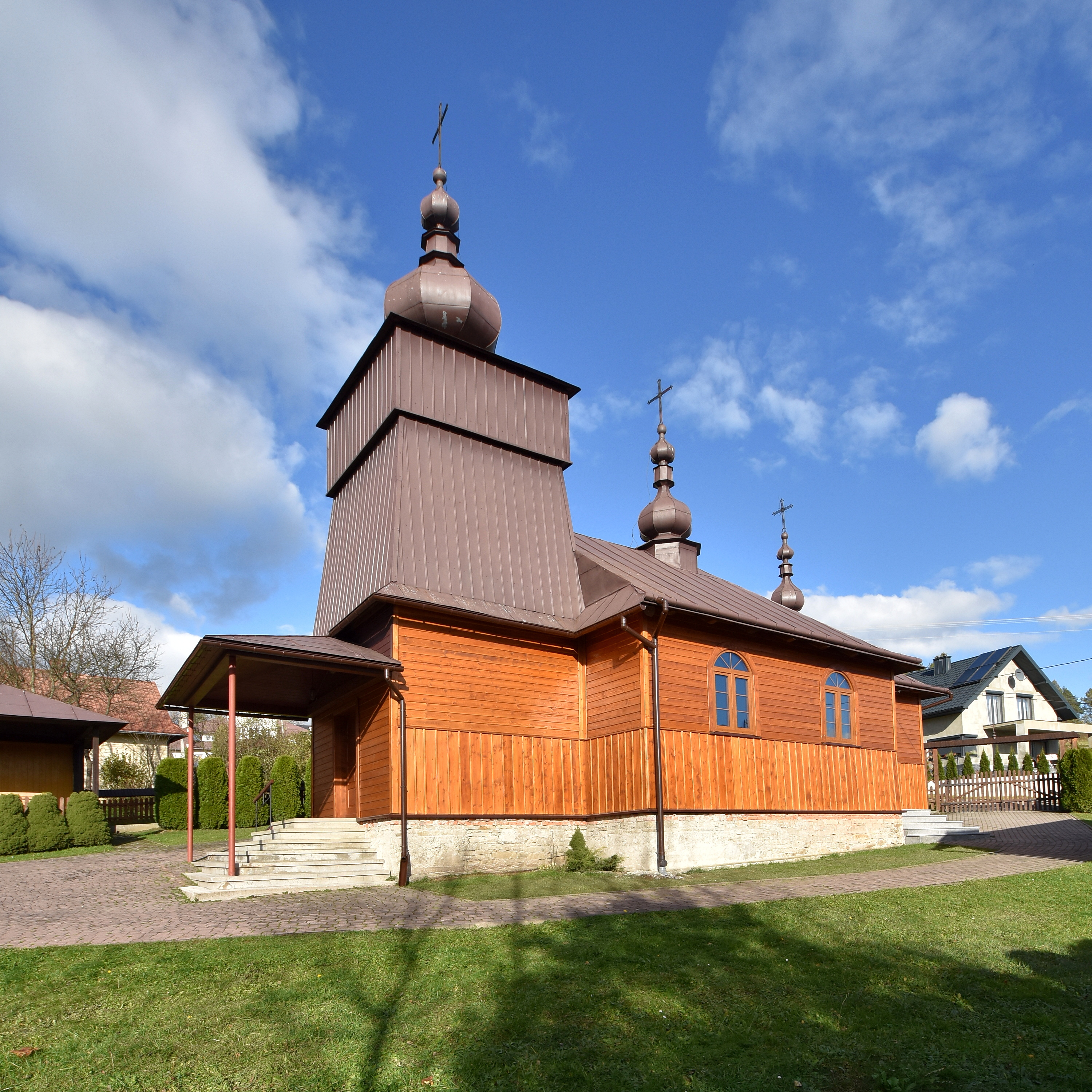
Wawrzka, kościół filialny w dawnej cerkwi

## Proboszczowie
Proboszczowie sercańscy (od 5 kwietnia 1949)
- ks. Stanisław Sidełko (1949–1950)
- ks. Stefan Mytnik (1950–1958)
- ks. Stefan Kierpiec (1958–1963)
- ks. Alojzy Kegel (1963–1967)
- ks. Jan Mucha (19671969)
- ks. Ernest Budyn (1969–1974)
- ks. Zdzisław Zabdyr (1974–1985)
- ks. Lucjan Kurpas (1985–1993)
- ks. Józef Krajewski (1993–2002)
- ks. Józef Kusek (2002–2010)
- ks. Marek Mikołajczak (2010–2014)
- ks. Mariusz Tomaka (2014–2023)
- ks. Bogusław Pociask (od lipca 2023)